# Difesa Čigorin
La difesa Čigorin è un'apertura scacchistica, variante del gambetto di donna, caratterizzata dalle mosse:
1. d4(?) d5
2. c4 Cc6

Prende il nome dal Grande maestro russo del XIX secolo Michail Ivanovič Čigorin.
Questa variante, che all'inizio del XX secolo fu adottata dal belga Edgar Colle, non ha mai avuto largo seguito e non ha suscitato particolare interesse teorico. Un po' di linfa a questo impianto è stata data da Aleksandr Morozevič, uno dei pochi maestri in attività che la gioca regolarmente.

## Analisi
La difesa Čigorin vìola alcuni dei principi classici delle aperture: il Nero non mantiene il pedone in d5, il suo pedone è bloccato e si trova a dover cercare di scambiare l'alfiere per un cavallo (Čigorin valutava la coppia di alfieri meno di quanto si faccia in genere). In cambio ottiene uno sviluppo rapido e la pressione dei pezzi sul centro.
Sebbene le considerazioni su questa difesa siano cambiate con i miglioramenti trovati da entrambi i lati, la difesa Čigorin sembra giocabile per il Nero e può essere sfruttata come arma di sorpresa contro il gambetto di donna.

## Continuazioni
- 3.Cc3
  - 3…Cf6 4.cxd5 Cxd5 5.e4 Cxc3 6.bxc3 e5 7.d5 Cb8 o 7.Cf3 exd4.
  - 3…dxc4 4.Cf3 Cf6 5.e4 Ag4 6.Ae3 e6 7.Axc4 Ab4 è una posizione che si verifica spesso in partita
- 3.cxd5 Dxd5 4.e3 e5 5.Cc3 Ab4 6.Ad2 Axc3
  - 7.bxc3 dopodiché la linea principale per il Nero è 7…Cf6 e 7…Dd6.
  - 7.Axc3 ha ricevuto una certa attenzione negli ultimi anni e 7…exd4 8.Ce2 Cf6 9.Cxd4 0-0 sembra essere la scelta migliore per il Nero, ma è giocata anche 8…Ag4
- 3.Cf3 Ag4 4.cxd5 Axf3
  - 5.gxf3 Dxd5 6.e3 e ora il Nero ha due continuazioni molto diverse, ma abbastanza sperimentate 6…e5 7.Cc3 Ab4 e 6…e6 7.Cc3 Dh5.
  - 5.dxc6 Axc6 6.Cc3 con due opzioni per il Nero: 6…Cf6 e 6…e6.

| Controllo di autorità | GND (DE) 4812179-4 |